# Campionati oceaniani di atletica leggera
I Campionati oceaniani di atletica leggera (in inglese Oceania Area Championships in Athletics) sono una competizione continentale organizzata dalla Oceania Athletics Association.
La manifestazione, tenutasi per la prima volta nel 1990 nelle Figi, è nata a carattere quadriennale per poi assumere la cadenza biennale a partire dal 1996. Dal 2010 i campionati sono stati organizzati a carattere annuale, per riprendere la cadenza biennale a partire dal 2015. Dal 2000 sono previste anche gare di categoria under 20.

## Edizioni
| Edizione | Anno | Città        | Nazione                       | Data                  | Sede                                  |
| -------- | ---- | ------------ | ----------------------------- | --------------------- | ------------------------------------- |
| 1        | 1990 | Suva         | Figi                          | 11 - 14 luglio        | National Stadium                      |
| 2        | 1994 | Auckland     | Nuova Zelanda                 | 23 - 26 febbraio      |                                       |
| 3        | 1996 | Townsville   | Australia                     | 28 - 30 novembre      |                                       |
| 4        | 1998 | Nukuʻalofa   | Tonga                         | 27 - 28 agosto        | Teufaiva Sport Stadium                |
| 5        | 2000 | Adelaide     | Australia                     | 24 - 26 agosto        | Santos Stadium                        |
| 6        | 2002 | Christchurch | Nuova Zelanda                 | 12 - 14 dicembre      | Queen Elizabeth II Park               |
| 7        | 2004 | Townsville   | Australia                     | 16 - 18 dicembre      | Townsville Sports Reserve             |
| 8        | 2006 | Apia         | Samoa                         | 12 - 16 dicembre      | Apia Park                             |
| 9        | 2008 | Saipan       | Isole Marianne Settentrionali | 25 - 28 giugno        | Oleai Sports Complex                  |
| 10       | 2010 | Cairns       | Australia                     | 23 - 25 settembre     | Barlow Park                           |
| 11       | 2011 | Apia         | Samoa                         | 21 - 23 giugno        | Apia Park                             |
| 12       | 2012 | Cairns       | Australia                     | 27 - 29 giugno        | Barlow Park                           |
| 13       | 2013 | Papeete      | Polinesia francese            | 3 - 5 giugno          | Stade Pater                           |
| 14       | 2014 | Rarotonga    | Isole Cook                    | 24 - 26 giugno        | BCI Stadium                           |
| 15       | 2015 | Cairns       | Australia                     | 8 - 10 maggio         | Barlow Park                           |
| 16       | 2017 | Suva         | Figi                          | 28 giugno - 1º luglio | National Stadium                      |
| 17       | 2019 | Townsville   | Australia                     | 25 - 28 giugno        | Townsville Sports Reserve             |
| -        | 2021 | Port Vila    | Vanuatu                       | -                     | Korman Stadium                        |
| 18       | 2022 | Mackay       | Australia                     | 7 - 11 giugno         | Mackay Aquatic and Recreation Complex |
| 19       | 2024 | Suva         | Figi                          | 4 - 8 giugno          | HFC Bank Stadium                      |